# Manuel de León Marchante

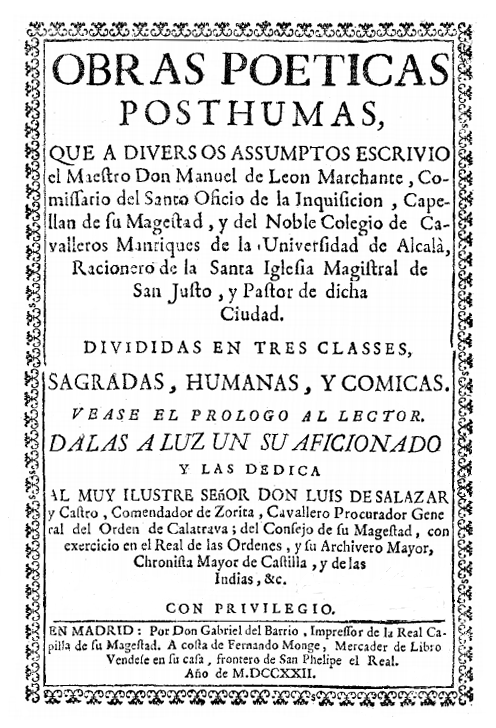
Obras poéticas póstumas (tomo I, 1722)

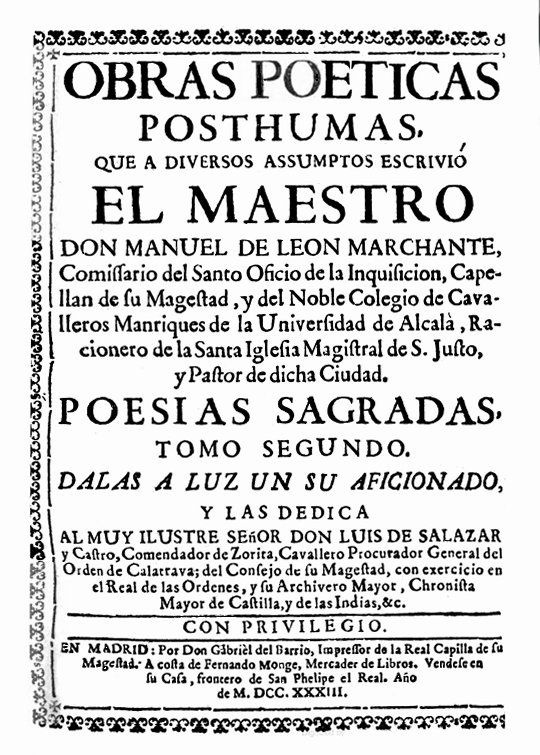
Obras poéticas póstumas (tomo II, 1733)

Manuel de León Marchante, también conocido como el Maestro León o Juan Manuel de León Merchante (Pastrana, 15 de agosto de 1631 - Alcalá de Henares, 15 de octubre de 1680), fue un poeta y dramaturgo español del Siglo de Oro. Desempeñó el puesto de capellán real y comisario del Santo Oficio (Inquisición).

## Biografía
Nació el 15 de agosto de 1631 y estudió en Alcalá de Henares graduándose en Artes hacia el año 1653. Fue capellán del colegio de los Manriques en dicha Universidad y racionero de la Iglesia Magistral de los Santos Justo y Pastor de esa urbe. Se ordenó sacerdote en 1677. 
Fue comisario de la Inquisición en Toledo. En esa misma ciudad vivía una prima suya llamada Margarita que era monja en el Convento de Santa Fe. Margarita fue para él el amor platónico de su vida y con ella sostuvo una extraña y prolongada correspondencia amorosa entre 1667 y 1677. 
Murió el 15 de octubre de 1680 en Alcalá de Henares, la ciudad donde más tiempo estuvo viviendo, tras quemar bastantes obras manuscritas suyas a instancias de un religioso que le asistía en sus últimos momentos. Fue enterrado en la Iglesia Magistral de los Santos Justo y Pastor, donde en una lápida aparece un epitafio latino suyo.

## Estilo
En su época fue muy popular. Como poeta es más bien jocoso y festivo y se le sitúa en una corriente de conceptismo que le aproxima a los temas y estilo de Francisco de Quevedo. 
A veces sorprende con un humor chocarrero y de mal gusto. Se le conoce ante todo como entremesista. 

## Obras
Las Obras poéticas póstumas que a diversos asuntos escribió el maestro León Marchante fueron recogidas y editadas por un aficionado a sus versos en dos volúmenes en cuarto impresos en 1722 y en 1733 en Madrid a costa del librero Fernando Monje; todavía hubo un tercer volumen, muy raro. El primero contiene una biografía del autor.
Compuso numerosos villancicos para la Real Capilla y para las Descalzas Reales. Escribió innumerables coplas de ciego, seguidillas, seguidillas chambergas, villancicos, jácaras, relaciones... Mucho de esto se ha perdido a causa de la quema de sus manuscritos que hizo el confesor en su lecho de muerte. Pero aun así se conserva bastante obra impresa. Moratín sitúa a este autor entre los "pedantes" que se enfrentan a los buenos escritores, seguidores de Apolo, a los que los primeros agredían lanzándoles su obras entre las que se encontraban "las coplas del célebre León Marchante, dulce estudio de los barberos".
Su Relación de los toros de Meco gustó mucho a Pedro Calderón de la Barca. Escribió comedias en colaboración con el padre Diego Calleja, y alguna otra solo, pero destacó especialmente como poeta festivo e ingenioso y en el subgénero dramático del entremés, del cual según Felicidad Buendía se conservan dieciséis.

### Entremeses
El abad del Campillo, El alcalde de Mairena, El astrólogo y los sacristanes, Los espejos, La estafeta, El gato y la montera, Los pajes golosos, Paseo al río de noche, Pericón, Las pullas equivocadas (en dos partes), El refugio de los poetas, El rey de los tiburones, La sombra y el sacristán, Tres mantas y la visita de los presos, Gargolla.

### Comedias
Las dos estrellas de Francia, Los dos mejores hermanos, San Justo y San Pastor y La Virgen de la Salceda, escritas las tres en colaboración con Diego Calleja, la comedia burlesca Cada cual con su cada cual, atribuida también a Fernández de León, y No hay amar como fingir, en la que toma como modelo a Antonio de Solís sin poseer la contención y estilo de aquel.